# Kendujhar
Kendujhar là một thành phố và khu đô thị của quận Kendujhar thuộc bang Orissa, Ấn Độ.

## Nhân khẩu
Theo điều tra dân số năm 2001 của Ấn Độ, Kendujhar có dân số 51.832 người. Phái nam chiếm 53% tổng số dân và phái nữ chiếm 47%. Kendujhar có tỷ lệ 74% biết đọc biết viết, cao hơn tỷ lệ trung bình toàn quốc là 59,5%: tỷ lệ cho phái nam là 80%, và tỷ lệ cho phái nữ là 67%. Tại Kendujhar, 11% dân số nhỏ hơn 6 tuổi.